# Red Bacteria Vacuum
Red Bacteria Vacuum (レッドバクテリアバキューム?) es un conjunto japonés de riot grrrl fundado en Osaka en 1998 y posteriormente trasladado a Tokio.

## Componentes

### Formación actual
Ikumi (Ikum!): voz, guitarra.
Kassan: voz, bajo.
Jassmine: voz, batería.

### Antiguos miembros
RanRan: voz, bajo.
Akeming: voz, batería.
Katsu: batería (único componente varón que ha pasado por la banda).

## Discografía

### Álbumes
- Such a Scream (2000). Demo, autoeditado.

- Killer Dust (21 de julio de 2004). Pegasus Records.

- Roller Coaster (24 de septiembre de 2005). Love 2 Skulls /  Benten Label.

- - Roller Coaster Remix (23 de diciembre de 2005). Love 2 Skulls.

- Dolly Dolly, Make a Epoch (16 de octubre de 2009). GuzGuz Records.

### DVD
- Panic Junky Special (27 de agosto de 2007). Love 2 Skulls.